# مسجد النهضة
مسجد النهضة هو مسجد في سنغافورة، يقع المسجد في بيشان الشارع الرابع عشر في منطقة بيشان، المسجد هو واحد من ستة مساجد تم بناؤها في إطار المرحلة الثالثة من برنامج صندوق بناء مساجد لخدمة احتياجات المجتمع المسلم في جميع أنحاء منطقة بيشان، يمكن للمسجد أن يستوعب حوالي 4،000 مصلي  وافتتح في اليوم السادس من شهر يناير من عام 2006، يضم مجمع المسجد مركز الوئام حيث يمكن للزوار تعلم الإسلام من الجماعة المسلمة كما يمارس في سنغافورة متعددة الثقافات، ويعد المركز الأول من نوعه في مساجد سنغافورة، ومركز الوئام يقع في طابقين وله عدد من المعروضات والتحف ومعلومات عن الحضارة الإسلامية وأسلوب الحياة فيها، افتتح المركز في شهر أكتوبر من عام 2006 .

## التصميم
يقع مسجد النهضة في قلب سنغافورة، يخدم المسجد كل من الاحتياجات الدينية والروحية للمجتمع المسلم، فضلا عن توفير منصة للخدمات الاجتماعية الأخرى، وتمشيا مع مفهوم المسجد كونه متعدد الوظائف مع دور رئيس في إنشاء مجتمع مسلم ناضج، فأسلوب التصميم يتجاوز فكرة تصميم مسجد تقليدي، وبصرف النظر عن أداء وظيفتها الأساسية كمركز للممارسات الدينية، فهو مبني من تصميم يشمل على أداء أركان أخرى من الأنشطة في المسجد التربية والدينية والأسرية والشباب والتنمية الاجتماعية وكمركز لخدمات المعلومات والدعوات، تم تصميم المسجد بحيث أن معظم المنطقة يمكن استخدامها كامتداد للمنطقة الذي يصلي فيها .

## البناء
من الناحية النظرية مسجد النهضة يعكس دعم المجتمع الإسلامي نحو التكامل والاندماج في مجتمع متعدد الأعراق، واعتماد نهج منفتح وتفاعلي، وأصبح مسجد النهضة فريد من نوعه بأنه مرن ومندمج مع البيئة المحيطة، مئذنة المسجد مميزة وعصرية ورمزية إذ ترمز لأركان الإسلام الخمسة، في حين أن واجهة الحائط تعبر عن ديناميكية مما يدل على أهميتها في العصر الحديث، مئذنة المسجد تميز المسجد من المباني التجارية في المنطقة المجاورة، وإن لم تشبه في شكلها المآذن التقليدية الأخرى إلا أنها تبقى متميزة وفريدة من نوعها بعد التعرف عليها .

## قاعة الصلاة
نأخذ القاعة جهة القبلة، وقاعة الصلاة هي النقطة المحورية في مسجد النهضة، وهناك ميزة الزجاج الملون المزخرف مع نقش كتب باللغة العربية، والأعمدة مكسوة بالرخام تزيد من حدة جدار المحراب، يحيط بها الأبواب الخشبية الصلبة التي زينة بزخارف مصممة بشكل معقد، الشعور بالهدوء والسكينة في القاعة يتوج بالسقف المزخرف تنيره ركيزات بعناية الإضاءة المباشرة، الزخارف المعقدة على الباب تستكمل وترى في السجاد .